# Royal Excel Mouscron
Ne pas confondre avec le Royal Excelsior Mouscron, ancien club mouscronois.
Maillots
Dernière mise à jour : 11 décembre 2023.
Le Royal Excel Mouscron est un ancien club de football belge localisé à Mouscron, dans l'ouest de la province de Hainaut. Évoluant en Division 2 pour l'exercice 2021-2022, il fait faillite à la fin de la saison.
Ce club tirait son nom du rachat du matricule 216 du RRC Péruwelz par la SCRL "Futurotop WP" le 11 mars 2010. Cette société fut créée au début de 2010 par des personnalités mouscronnoises à la suite de la mise en liquidation et donc de la disparition de l'Excelsior Mouscron dont le matricule 224 fut radié par la Fédération belge en juin 2010.
Après ce rachat, le club opte pour les couleurs rouge et bleu (le RRC Peruwelz évoluait en bleu et blanc, l'ancien Excelsior en rouge et blanc). Il reprend les couleurs rouges et blanches lorsqu'il prend son nom actuel.
De mai 2012 à juin 2015, le club est repris par le LOSC Lille et en juin 2015, le club est racheté par la Gold Football Malta appartenant à un groupe d'investisseurs étrangers représentés par le manager israélien Pini Zahavi. En juin 2016, le club est repris par Latimer ltd, appartenant à Adar Zahavi. En juin 2018, le club est repris par Bongo Co, société coréenne appartenant au thaïlandais Pairoj Piempongsant. En juillet 2020, l'Excel est racheté par Gérard Lopez, également propriétaire du LOSC, ce qui conduit a un nouveau partenariat entre Mouscron et Lille.
Le club est déclaré en faillite le 31 mai 2022.

## Histoire

### R. RC Péruwelz

Logo du R. RC Péruwelz.

Le club fut créé le 10 juillet 1921. Il évolua majoritairement dans les divisions provinciales.
En 1996, le R. RC Péruwelz était au plus mal, dernier en 4e provinciale (8e division, soit la plus basse de Belgique). De nouveaux administrateurs reprirent le club, qu'ils sauvèrent. Le RRCP enchaîna les montées et retrouva les séries nationales en 2004 puis deux ans plus tard accéda à la Division 3.
Classé 4e en 2007 puis 3e la saison suivante, le club fit l'actualité lors de la saison 2008-2009, à mi-championnat en se faisant retirer 26 points pour avoir aligné un joueur non affilié réglementaire. Le cercle passa de la 2e à la 17e et avant-dernière place. Au bout d'une longue procédure administrative, le R. RC Péruwelz fut débouté. Il n'assura son maintien qu'à la suite d'un test-match remporté contre le SC Wielsbeke.
La saison 2009-2010 fut délicate sportivement parlant. Situé dans la seconde partie du classement, le R. RC Péruwelz connut la même mésaventure et perdit des points. Le comité sportif infligea plusieurs forfaits au RC Péruwlez pour avoir aligné un joueur (Vincent Martin), non repris sur les listes fédérales. Le club hennuyer plaida sa bonne foi. Un "Vincent Martin" était bien repris sur ses listes mais il ne s'agissait pas du bon (l'ancien secrétaire avait omis d'effectuer un transfert définitif). Débouté en appel, Péruwelz alla en évocation où il fut décidé que le dossier devait être retraité. Mais le 7 mai 2010, une nouvelle chambre d'appel confirma la sanction: Péruwelz perdit 24 points qui retournèrent aux équipes contre qui Vincent Martin avait joué. L'UR Namur par exemple récupéra 6 points. Le RRCP fut relégué en Promotion.
Malgré ces errements administratifs et la longue procédure finalement vaine, le club boucla positivement un autre dossier, celui du rapprochement avec l'ancien Royal Excelsior Mouscron, mis en liquidation en décembre 2009.
Le R. RC Péruwelz quitte son stade de la "Verte Chasse" à Péruwelz pour déménager vers celui du Canonnier à Mouscron où il termina la saison. L'appellation du club devint Royal Mouscron-Péruwelz en vue de la saison 2010-2011.
Pour être complet, signalons qu'un nouveau club nommé Péruwelz FC fut refondé dans la localité de Péruwelz. Ce cercle s'affilia à l'URBSFA qui lui attribua le matricule 9540. En septembre 2010, il débuta en 4e provinciale (8e et dernier niveau). le PFC remporta le titre dès sa première saison et monta en 3e provinciale.

### Royal Mouscron-Péruwelz

Logo du Royal Mouscron-Péruwelz.

#### La genèse du club
Ce club tire son nom et sa forme actuelle du rachat du matricule 216 du RRC Péruwelz par la SCRL "Futurotop WP" le 11 mars 2010. Cette société fut créée au début de 2010 par des personnalités mouscronnoises à la suite de la mise en liquidation et donc de la disparition de l'Excelsior Mouscron dont le matricule 224 fut radié par la Fédération belge en juin 2010. Le matricule 216 du RRC Péruwelz évoluait en D3 mais une erreur administrative provoque sa descente en Promotion (niveau 4).
Le RMP opta pour les couleurs Rouge et Bleu (le RRCP évoluait en Bleu et Blanc, l'ancien Excelsior en Rouge et Blanc).
Comme dans plusieurs autres cas, il est bon de souligner qu'il n'y eut pas fusion entre les deux matricules.

#### 2010-2012: Deux montées consécutives
Le R. Péruwelz-Mouscron évolue en Promotion, en 2010-2011, sous la conduite de Philippe Saint-Jean. Après un début de championnat hésitant, l'équipe trouve son rythme de croisière et prend la tête du classement. Mais en fin de parcours, le stress étreint le groupe qui se fait rejoindre sur le fil par le R. Géants Athois. À égalité de points, les deux clubs sont départagés par leur nombre de victoires. Avec 22 succès, Ath est sacré au détriment de Péruwelz (21). Toutefois, qualifié pour le tour final, le « RMP » y bat Sprimont (4-0), puis s'impose après prolongation (1-2) à KSKL Ternat. La dernière rencontre décisive est remportée (2-0), le 29 mai 2011, contre le Sparta Petegem. Une victoire qui ramène le matricule 216 au troisième niveau.
Le club commence le championnat 2011-2012 avec beaucoup d'ambitions. Celles-ci sont confirmées, le 4 novembre 2011 quand le « RMP » signe un partenariat avec le LOSC qui entre dans le capital du RMP à hauteur de 26 %. La Louvière prend le meilleur départ mais Mouscron-Péruwelz se tient en embuscade et bat les Loups lors de la 10e journée. Trois semaines plus tard, le RMP prend la tête et la conserve jusqu'au terme de la compétition. Le 14 avril 2012, malgré un partage de l'enjeu à Virton (0-0). Le Royal Mouscron-Péruwelz est sacré champion car La Louvière a aussi concédé un nul. Le club poursuit sa domination et ne concède qu'un seul revers (0-1) lors du derby contre Tournai.
Le 17 avril 2014, le club reçoit l'autorisation du palais de porter le nom "Royal" et c'est ainsi sous le nom "Royal Mouscron-Péruwelz" qu'il poursuivra son chemin.
Le parcours du RMP en Coupe de Belgique lors de cette saison 2011-2012 est aussi remarquable puisqu'en se défaisant tour à tour de Leopoldsbourg, du K. SK Heist et du K. VK Tienen en tour préliminaires, le RMP se qualifie pour les seizièmes de finale de l'épreuve qui l'oppose donc à un club de première division. Le club rencontre le K Beerschot AC et réalise une performance plus qu'honorable. En effet dès la 4e minute, Samuel Dog enverra d'un coup de tête le coup franc de Kieran Felix au fond des filets. Le Beerschot peine mais finit par émerger sur un but de Dayan à la 54e. Au bout du temps réglementaire le score est toujours de 1-1, on aura donc droit aux prolongations. Dans la seconde période de cette dernière le RMP obtiendra même un pénalty. Kieran Felix, qui n'avait jamais raté un penalty pour le RMP, se chargera de le botter viendra malheureusement sur le portier local. Le match sera finalement remporté par le Beerschot aux tirs au but (4-3). Les supporters mouscronnois resteront de longues minutes pour applaudir la performance de leur équipe.

#### 2012-2014: Les années D2
Mouscron-Péruwelz commence très bien la saison 2012-2013, mais lachera du lest après quelques journées et glissera vers le milieu du classement. Il est important de signaler que le changement de division n'est pas la seule nouveauté dans le club mouscronnois puisque le LOSC devient l'actionnaire majoritaire du club à auteur de 51 %. Une démarche qui fera fuir certains supporters reprochant une certaine "francisation" du Royal Mouscron Péruwelz
À l'image de la saison précédente, le RMP réalisera à nouveau un beau parcours en Coupe. Maintenant que le club est en Division 2, le RMP n'a plus que 2 tours préliminaires à passer avant de se mesurer à un club de Jupiler Pro League. Les Mouscronnois se débarrasseront tour à tour du KVK Ieper et des pensionnaires de Promotion de Spouwen-Mopertingen pour atteindre le stade des seizièmes. Et cette année le RMP recevra un ténor du championnat belge puisque c'est le Standard de Liège qui viendra fouler les pelouses du Canonnier. Tout comme la saison précédente, le RMP surprend tout le monde en ouvrant le score dès la 8e minute par l'intermédiaire de Mezine, qui saura profité d'un gros travail de Ruiz. Le RMP résistera aux assauts répétés du Standard avant de craquer à la 85e et un pénalty converti par Ajdarevic. Ce sera donc la prolongation, et le Standard ne tardera par à prendre l'avantage sur un malencontreux CSC des Mouscronnois. Alors qu'on pensait le match plié, Ruiz, encore lui, obtiendra un pénalty qu'il convertira avec sang froid. Malgré leur infériorité numérique, le Standard trouvera les ressources nécessaires pour reprendre une nouvelle fois l'avantage dans ce match, et cette fois-ci de manière définitive. C'est donc la tête haute que le RMP quittera la compétition sur ce score de 2-3.
Le RMP termine sa première saison de division 2 à la deuxième place, 10 points derrière le KV Ostende. Il peut, cependant, encore rêver de montée en première division via le tour final de D1/D2 qu'il dispute avec le Cercle Bruges, qui lutte pour son maintien parmi l'élite, le KVC Westerlo et le White Star Woluwe. Le 24 mai 2013, le RMP termine le tour final à la première place, ex æquo avec le Cercle Bruges, avec 12 points sur 18 mais rate la montée en division 1 à cause de la différence de buts des confrontations directes. C'est donc Bruges qui reste parmi l'élite.
Pour sa seconde saison en D2, le RMP débute sur les chapeaux de roue en enchaînant 8 victoires et 1 match nul. Cependant l'étroitesse du noyau (le noyau a en effet été fortement réduit comparé aux exercices précédents) ne tardera pas à se faire sentir. Alors que la première tranche semble quasiment acquise, KAS Eupen prive les Mouscronnois de celle-ci en venant s'imposer au Canonnier. Mouscron, moins flamboyant que les années précédentes, cède du terrain. C'est alors que la direction lilloise décide de réagir en nommant Rachid Chihab, entraineur de la CFA du LOSC. 3 renforts le suivront de la CFA lilloise vers l'équipe mouscronnoise : Nicolas Perez, Thibault Peyre et Sébastien Pennachio. Ce dernier ayant été formé au futurosport (le centre de formation de Mouscron). Le club recrutera d'autre part un Mouscronnois d'origine en la personne de Yohan Brouckaert et Harlem Gnohéré.
À la fin de la saison régulière c'est finalement le KVC Westerlo qui remporte le championnat avec 78 points. Le RMP finira lui la saison à la 4e place avec 66 points et jouera le tour final, pour la seconde année consécutive, accompagné du KAS Eupen et de K Saint-Trond VV (respectivement 2e et 3e du championnat) et d'OHL (sorti victorieux des Play-off III face au RAEC Mons). Le tour final débute par un 0-0 inespéré face à OHL. Le RMP est passé par le chas de l'aiguille après qu'Ibou Sawaneh a raté un penalty en toute fin de match. Mouscron poursuit sur sa bonne dynamique en s'imposant 2-1 face à K Saint-Trond VV. L'équipe subira ensuite un coup d'arrêt en s'inclinant face au KAS Eupen dans un match qu'ils ont pourtant dominé de bout en bout. Quatre jours plus tard, les Hurlus iront remonter un retard de 2 buts en terre germanophone pour aller chercher un partage 2-2. En s'imposant face à OHL à domicile, et avec encore une histoire de pénalty puisqu'Ibou verra son envoi arrêté par Oukidja, le RMP recollera en tête du Tour Final puisque le KAS Eupen partagera à domicile face à K Saint-Trond VV. À l'aube de la dernière journée, à la suite des confrontations directes encore, la seule possibilité de montée du RMP est de faire un meilleur résultat qu'Eupen. Ce ne sont pas moins de 500 supporters mouscronnois qui feront le déplacement chez les trudonnaires pour voir leur équipe s'imposer sur un score de 2-4. À la mi-temps pourtant, la situation était loin d'être idyllique puisque le RMP était mené 1-0 alors qu'Eupen et OHL étaient à égalité 1-1. En seconde période, le RMP égalise rapidement. A vingt minutes de la fin, le RMP fait 1-2, OHL prend l'avantage sur Eupen (2-1) et dans la foulée, le RMP fait 1-3. Un pénalty de chaque côté dans les dernières minutes ne changera plus rien : le RMP gagne 2-4 alors qu'Eupen est battu 2-1. Le Royal Mouscron-Péruwelz remporte le tour final. 4 ans après la faillite de l'Excelsior en 2010, le RMP atteint la D1 belge.

#### 2014-2015: Le retour en D1
Pour son retour en D1, le RMP a l'honneur de se déplacer chez le champion en titre Anderlecht. Malgré un très bon match, les frontaliers s'inclinent 3-1 face aux réalistes Bruxellois. Par la suite, le RMP n'a cessé d'impressionner en s'imposant notamment 5-2 face au Standard ou 4-0 face au Cercle Bruges pour se retrouver provisoirement à la 2e place du championnat avec un Diaby en tête des buteurs et Langil en tête des passeurs.
Malheureusement, ce sont les problèmes extra-sportifs qui vont rapidement faire la une des journaux. Le LOSC (actionnaire majoritaire du RMP à 51 %) fait connaitre son envie de se séparer du club hurlu au terme de la saison. En effet, l'homme d'affaires belge Marc Coucke, également président du KV Oostende, a fait son entrée dans le capital du club lillois (et est même pressenti pour en devenir le président) et ne peut dès lors pas être le propriétaire et l'actionnaire majoritaire de deux clubs évoluant au sein de la Jupiler Pro League. Lille n'a d'autre choix que de se séparer du RMP. Commencent alors les gros changements avec le limogeage de l'entraîneur Rachid Chihab, le retour de Diaby dans le noyau nordiste et les départs (en fin de saison) du capitaine Kevin Vandendriesche (KV Oostende) et de Steeven Langil.
Ces divers problèmes plombent l'ambiance et les résultats ne suivent plus... à quelques journées de la fin de la saison régulière, le RMP est 14e (sur 16) à égalité de points avec le premier descendant... Heureusement, lors de l'avant dernier match de la saison régulière, le RMP s'impose 1-0 contre Westerlo. Cette victoire met fin à une série de 10 défaites consécutives (un record!) et permet au club de se maintenir au sein de l'élite. Mouscron rencontrera Lokeren, Ostende et Westerlo dans les PO2. Durant l'automne 2014, une rumeur annonce l'arrivée de l'international mexicain Carlos Salcido, aussitôt démentie par l'entraîneur de l'époque.

### Royal Excel Mouscron

Logo du Royal Excel Mouscron.

Le LOSC souhaitant se séparer du club, les membres fondateurs rachètent les parts du club français le 31 mars 2015. En juin 2015, le REM est racheté par un groupe d'investisseurs étrangers, le fonds maltais Gol Football Malta Ltd, représentés par Pini Zahavi et Fali Ramadani.
Le club hennuyer passe dans les mains d'une autre société maltaise : Latimer International Ltd afin de se mettre en règle concernant l'acquisition de sa licence. En effet, un club ne peut obtenir sa licence s'il est propriété d'un agent de joueur, ce qui est le cas de Pini Zahavi. Ce-dernier reste toutefois très proche du club puisque Latimer est dirigé par Adar Zahavi, son neveu.
Le 24 juin 2016, l'URBSFA acte le nouveau nom du matricule 216. Le club devient le Royal Excel Mouscron. Patrick Declerck devient le 3e Président du club après la démission d'Edward Van Daele. Avec ce nouveau départ, le RE Mouscron retrouve ses couleurs historiques et l’identité qui était la sienne depuis sa création en 1922.

#### 2016-2018: Les années Zahavi
La saison 2016-2017 est faite de plein de rebondissements du côté de l'Exel. La saison début sous la houlette de Glen De Boeck. Le groupe est constitué un peu à la va-vite avec des transferts dans les ultimes instants du mercato d'été. Les résultats ne suivent pas et le classement s'en ressent. Le club est plus que sérieusement menacé de culbute en division inférieure et n'a d'autre choix que de licencier  l'ancien défenseur du RSC Anderlecht le 5/12/2016. C'est le Roumain Mircea Rednic qui reprend les commandes de l'équipe. Alors que le KVC Westerlo semble avoir toutes les cartes en mains à 2 journées de la fin, l'Excelsior réussit l'exploit de battre le Standard de Liège et, soutenu par 2500 supporters, et remporte le derby au KV Kortrijk (2-0). Westerlo s'incline lui lors de ses deux dernières sorties et chute en Proximus League.
Alors que la plupart des observateurs annoncent l'Excel candidat N°1 à la descente lors de la saison 2017-2018, les Mouscronnois réalisent un départ en fanfare : 5 victoires, 1 nul et 2 défaites (2-5 contre le Sporting de Charleroi- et 2-1 à Zulte Waregem) pour se positionner en 3e place après 8e journées. Le club étonne d'autant plus qu'il aligne le plus petit budget de la Jupiler Pro-League, l'une des équipes les plus jeunes et qu'il a à ce moment déjà affronté 5 des 6 participants aux Play-offs de la saison 2016-2017. Jonathan Bolingi, prêté par le Standard de Liège trône en tête du classement des meilleurs buteurs (6) à égalité avec l'Ostendais Zinho Gano. L'Excel peut compter sur le jeune médian mexicain Omar Govea, prêté par Porto, pour diriger brillamment la manœuvre alors que le gardien Logan Bailly (ex-Celtic Glasgow) rassure la défense.
Le club parvient progressivement à convaincre les supporters de revenir au Canonnier, il est vrai bien désert les 2 saisons écoulées. En Coupe de Belgique, l'Excel passe le premier tour en écartant AFC Tubize mais est éliminé en 1/8e de finale par le Sporting de Charleroi.
À quatre journées de la fin de la phase classique, le club remercie son entraîneur, Mircea Rednic, après un bilan de 3 points sur 18 et surtout de grosses divergences concernant les ambitions du club. Il est remplacé par Frank Defays. Le maintien sera finalement assuré sans trop de souci, répondant ainsi à l'objectif du début de saison. Le club joue les Play offs 2 en roue libre et termine avec 14 pts lors de ses 10 derniers matches.

#### 2018-2020: Rachat par Pairoj Piempongsant
En mars 2018, l'homme d'affaires thaïlandais Pairoj Piempongsant, un proche de Pini Zahavi, rachète les parts de Latimer et devient actionnaire majoritaire de Mouscron à hauteur de 90 %. Les 10 % restants sont alors détenus par un actionnariat local. Piempongsant a par le passé sponsorisé Chelsea et la Coupe de la Ligue anglaise avec sa boisson énergisante Carabao.
Mouscron commence la saison 2018-2019 difficilement avec 6 défaites consécutive. Frank Defays est remercié après les 5 premières défaites. Laurent Demol jouera la sixième journée et perd 2-0 à Royal Charleroi Sporting Club. Bernd Storck arrive dès la 7e journée qui se conclut par une victoire 1-0 contre KV Courtrai. Il arrivera même à battre Royal Sporting Club Anderlecht 3-1 KAA La Gantoise 3-1 KRC Genk 1-2, faire match nul contre KRC Genk 0-0, 0-0 aussi contre  Standard de Liège et une victoire contre KAA La Gantoise 1-2. Mouscron réalise ce que aucune équipe n'a réussi à faire 18/18. Ils se sauveront.
En février 2019, le club est mis sous tutelle, placé sous administration provisoire. Le parquet fédéral constate des transactions suspectes, avec des versements sur le compte du club issu de comptes offshore, les juges belges suspecte Pini Zahavi de continuer de financer le club. Le gel des comptes est décrété et la licence du club pour la saison prochaine est remise en cause. Finalement, les administrateurs mettent ainsi fin à leur mission de façon anticipée.
Le 3 juin 2019, le Royal Excel Mouscron est condamné par la cour d'appel du tribunal de Mons à réintégrer le nom de Péruwelz dans sa dénomination en accord avec la convention signée entre les deux clubs lors du rachat du matricule de Péruwelz. Cependant, quelques jours après la décision du tribunal, les deux clubs se mettent d'accord et le Royal Excel Mouscron peut garder son nom.
La saison 2019-2020 est marquée par la pandémie de Covid-19. Le championnat est suspendu à l'issue de la 29e sur décision du gouvernement belge le 12 mars 2020. Le 2 avril, le conseil administratif de la Pro League recommande l'arrêt définitif du championnat avec conservation du classement; la décision est validée par l'Assemblée générale de la Pro League le 15 mai. Le RE Mouscron termine alors à la 10e place du classement. En fin de saison, Bernd Hollerbach quitte ses fonctions d'entraîneur.

#### 2020-2021: Rachat par Gérard Lopez et nouveau partenariat avec le LOSC Lille
En mai 2020, la presse annonce que les actionnaires du RE Mouscron et ceux du LOSC Lille seraient tombés d'accord pour une prise de participation majoritaire du club français dans le club belge. Entre 2012 et 2015, le LOSC a déjà été actionnaire de Mouscron à hauteur de 51 %. Entre-temps, le club français a changé de dimension après son rachat par l'homme d'affaires hispano-luxembourgeois Gérard Lopez et est à la recherche d'un « club satellite » pour y développer ses jeunes joueurs de moins de 23 ans. Lopez explique que « ce rapprochement a un sens géographique, culturel et sportif ».
Le rachat est officialisé le 18 juillet 2020. Gérard Lopez annonce alors que c'est lui-même, par le biais d'une de ses sociétés, qui a racheté l'Excel et non le LOSC. Il précise qu'il a acheté le club en son nom pour ne pas faire de Mouscron un club satellite de Lille. Il confirme le partenariat avec le LOSC qui mettra à disposition des jeunes joueurs avec du talent. Fernando Da Cruz est nommé entraîneur et fait son retour après son passage au club en 2015. Diego Lopez est lui nommé directeur sportif. Lors du premier mercato estival, douze joueurs lillois rejoignent Mouscron (6 joueurs prêtés et 6 joueurs cédés). Après un début de saison compliqué (aucune victoire et trois nuls en neuf matchs), Mouscron et Da Cruz mettent fin à leur collaboration le 19 octobre. Lopez quitte le LOSC en décembre 2020. Quelques mois plus tard, le club lillois met fin à ce partenariat qui se termine donc à l'issue de la saison 2020-2021.

#### 2020-21: La lanterne rouge et la descente en D1B
A l'issue d'une saison disputée à huis clos en raison du Covid, l'Excel termine à la dernière place du championnat à égalité avec Waasland-Beveren (31 pts en 34 matches) mais avec un nombre de victoires plus réduit que les Waaslandiens. Le club fait la bascule et rejoint la D1B.

#### 2021-22: saison en D1B et aveu de faillite
A l'issue de la saison, le club termine 7ème sur 8 équipes. A la fin de la saison la fédération refuse la licence professionnelle. Le club est relégué en 2ème division amateure. Le 31 mai 2022, le club fait aveu de faillite. L'équipe première n'est plus inscrite au championnat de la saison suivante. Le Conseil d'Administration a demandé à la Fédération d'inscrire les équipes du Futurosport dans leurs championnats.

## Palmarès et statistiques

### Titres et trophées
| Compétitions officielles | Compétitions internationales |
| - Championnat de Belgique de D2 - Vice-champion (1) - 2013. - Championnat de Belgique de D3 - Champion (1) - 2012. - Vice-champion (1) - 2008. |                              |
| Compétitions régionales | Tournois saisonniers         |
| - Trophée Jules Pappaert - Vainqueur (1) - 2012.                                                                                               |                              |

### Bilan
| Niv | Divisions     | Jouées | Titres | TM Up | TM Down |
| --- | ------------- | ------ | ------ | ----- | ------- |
| I   | 1re nationale | 7      | 0      |       |         |
| II  | 2e nationale  | 4      | 0      | 2     |         |
| III | 3e nationale  | 6      | 1      |       | 1       |
| IV  | 4e nationale  | 3      | 0      | 1     |         |
| V   | 5e nationale  | 0      | 0      |       |         |
|     |               |        |        |       |         |
|     | TOTAUX        | 20     | 1      | 3     | 1       |

- TM Up : test-match pour départager des égalités, ou toutes formes de Barrages ou de Tour final pour une montée éventuelle.
- TM Down : test-match pour départager des égalités, ou toutes formes de Barrages ou de Tour final pour le maintien.

Statistiques mises à jour le 18 avril 2022 (terme de la saison 2021-2022)

### Classements
| Ordre               | Saison  | Nom du club          | Niveau                 | Classement final | Remarques                                                                                 |
| ------------------- | ------- | -------------------- | ---------------------- | ---------------- | ----------------------------------------------------------------------------------------- |
| 1                   | 1935-36 | RC Péruwelz          | Promotion (D3) série D | 14e/14           | Relégué.                                                                                  |
| séries provinciales |         |                      |                        |                  |                                                                                           |
| 2                   | 2004-05 | R. RC Péruwelz       | Promotion série A      | 7e/16            |                                                                                           |
| 3                   | 2005-06 | R. RC Péruwelz       | Promotion série A      | 5e/16            | Promu via tour final.                                                                     |
| 4                   | 2006-07 | R. RC Péruwelz       | Division 3 série A     | 4e/16            | [ saisons 2 ]                                                                             |
| 5                   | 2007-08 | R. RC Péruwelz       | Division 3 série A     | 2e/16            | [ saisons 2 ]                                                                             |
| 6                   | 2008-09 | R. RC Péruwelz       | Division 3 série A     | 14e/16           | Barrages.                                                                                 |
| 7                   | 2009-10 | R. RC Péruwelz       | Division 3 série A     | 18e/18           | Relégué.                                                                                  |
| 8                   | 2010-11 | R. Mouscron-Péruwelz | Promotion série A      | 2e/16            | Promu via tour final.                                                                     |
| 9                   | 2011-12 | R. Mouscron-Péruwelz | Division 3 série A     | 1er/18           | Champion et promu.                                                                        |
| 10                  | 2012-13 | R. Mouscron-Péruwelz | Division 2             | 2e/18            | Tour final.                                                                               |
| 11                  | 2013-14 | R. Mouscron-Péruwelz | Division 2             | 4e/18            | Promu via le tour final.                                                                  |
| 12                  | 2014-15 | R. Mouscron-Péruwelz | Division 1             | 13e/16           | Play-offs 2 : le club termine 2e de son groupe.                                           |
| 13                  | 2015-16 | R. Mouscron-Péruwelz | Division 1             | 14e/16           | Play-offs 2 : le club termine 3e de son groupe.                                           |
| 14                  | 2016-17 | R. Excel Mouscron    | Division 1A            | 15e/16           | Play-offs 2 : le club termine 5e de son groupe.                                           |
| 15                  | 2017-18 | R. Excel Mouscron    | Division 1A            | 14e/16           | Play-offs 2 : le club termine 3e de son groupe.                                           |
| 16                  | 2018-19 | R. Excel Mouscron    | Division 1A            | 10e/16           | Play-offs 2 : le club termine 5e de son groupe.                                           |
| 17                  | 2019-20 | R. Excel Mouscron    | Division 1A            | 10e/16           | La saison s'arrête à la 29e journée en raison de la pandémie de Covid-19.                 |
| 18                  | 2020-21 | R. Excel Mouscron    | Division 1A            | 18e/18           | Relégué à l'issue de la saison.                                                           |
| 19                  | 2021-22 | R. Excel Mouscron    | Division 1B            | 7e/8             | Refus de la licence professionnelle. Relégation en 2ème division amateure, avant faillite |

## Personnalités du club

### Présidents
Au cours de son histoire, le club a été dirigé par trois présidents différents.
| Rang | Nom               | Période   |
| ---- | ----------------- | --------- |
| 1    | Claude Vermeersch | 2010-2012 |
| 2    | Edward Van Daele  | 2012-2016 |

| Rang | Nom              | Période   |
| ---- | ---------------- | --------- |
| 3    | Patrick Declerck | 2016-2022 |

### Entraîneurs
De la saison 2010-2011 à la saison 2017-2018, 8 entraîneurs se sont succédé à la tête du Royal Excel Mouscron.
| Rang | Nom                 | Période               |
| ---- | ------------------- | --------------------- |
| 1    | Philippe Saint-Jean | 2010-2012             |
| 2    | Arnaud Dos Santos   | 2012-2013             |
| 3    | Rachid Chihab       | 2013-2014             |
| 4    | Fernando Da Cruz    | 2014-2015             |
| 5    | Čedomir Janevski    | 2015-2016             |
| 6    | Glen De Boeck       | 2016-déc. 2016        |
| 7    | Mircea Rednic       | déc. 2016 - fév. 2018 |

| Rang | Nom                   | Période                  |
| ---- | --------------------- | ------------------------ |
| 8    | Frank Defays          | fév. 2018 - août 2018    |
| 9    | Bernd Storck          | août 2018 - mai 2019     |
| 10   | Bernd Hollerbach      | mai 2019 - 2020          |
| 11   | Fernando Da Cruz      | 2020 - oct. 2020         |
| 12   | Jorge Simão           | oct. 2020 - juin 2021    |
| 13   | Enzo Scifo            | juin. 2021- octobre 2021 |
| 14   | José Jeunechamps (en) | oct.2021-mai 2022        |

### Joueurs

#### Joueur les plus capés
|    | Nom                   | Poste     | Matchs | Buts | Période               |
| -- | --------------------- | --------- | ------ | ---- | --------------------- |
| 1  | Dimitri Mohamed       | Défenseur | 247    | 16   | 2012-2022             |
| 2  | Fabrice Olinga        | Attaquant | 127    | 7    | 2015-2021             |
| 3  | Jérémy Huyghebaert    | Défenseur | 114    | 2    | 2012-2014/ 2016-2020  |
| 4  | Kévin Vandendriessche | Milieu    | 103    | 11   | 2012-2015             |
| 5  | Mërgim Vojvoda        | Défenseur | 103    | 2    | 2016-2019             |
| 6  | Anice Badri           | Attaquant | 101    | 23   | 2013-2016             |
| 7  | Benjamin Delacourt    | Défenseur | 100    | 10   | 2011-2015             |
| 8  | Benjamin Van Durmen   | Milieu    | 97     | 3    | 2016-2021             |
| 9  | Teddy Mézague         | Défenseur | 93     | 4    | 2014-2016 / 2017-2018 |
| 10 | Bruno Godeau          | Défenseur | 85     | 3    | 2017-2020             |

## Autres sections
Le club héberge deux équipes, l'une de sans-abris, et depuis 2019, une équipe de demandeurs d'asile.